# Церковь Пресвятой Богородицы (Армавир)
Це́рковь Пресвято́й Богоро́дицы (арм. Եկեղեցին Սուրբ Մարիամ Աստվածածնի, также Це́рковь Успе́ния Пресвято́й Богоро́дицы (арм. Եկեղեցին Վերափոխման է Սուրբ Աստվածածնի)) — армянская церковь, расположенная в городе Армавире (Краснодарский край) в России. Была построена в 1861 году, первое богослужение было проведено в августе того же года (тогда же и было проведено освящение храма).

## История
Армянская Успенская церковь является одной из самых старых церквей на Кубани. Её возведение было начато в 1840 году. Идея строительства храма принадлежала основателю Армавирского аула Григорию Зассу, но возникла у него гораздо раньше. Средства на строительство церкви выделил лично император Николай I, также отчасти церковь была построена на пожертвования жителей аула. Церковь была возведена из дерева на каменном фундаменте. Строительство шло достаточно быстро. Буквально после освящения церковь полностью сгорела от пожара. Было решено снова построить деревянную церковь, но строительство по неизвестным причинам затянулось. В августе 1842 года императором было принято решение о строительстве новой, каменной церкви, деньги на строительство которой были выделены из государственной казны. Проект каменной церкви был создан Афанасием Фарафонтьевым и утверждён в 1844 году. Строительство было начато в 1846 году. Из-за достаточно серьёзных неточностей, допущенных при составлении чертежа здание начало рушиться и трескаться. Часть потолка обрушилась. В 1857 году проект был доработан. В молитвенном зале установили 4 колонны, вместо старых обрушившихся.
В советское время церковь Пресвятой Богородицы не закрывалась.

## Галерея

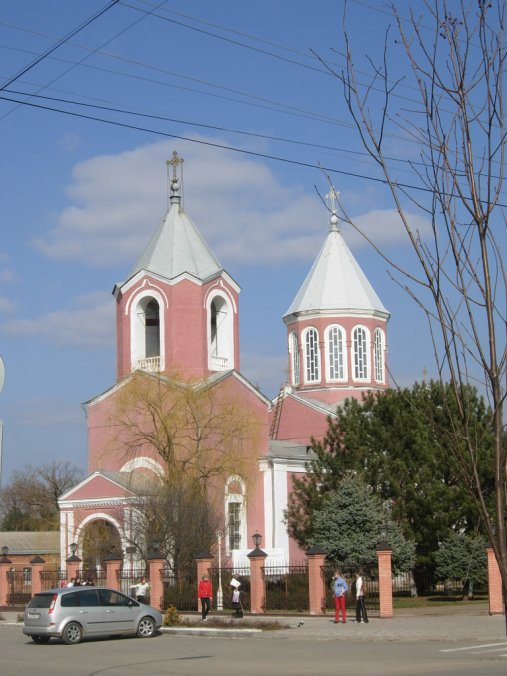
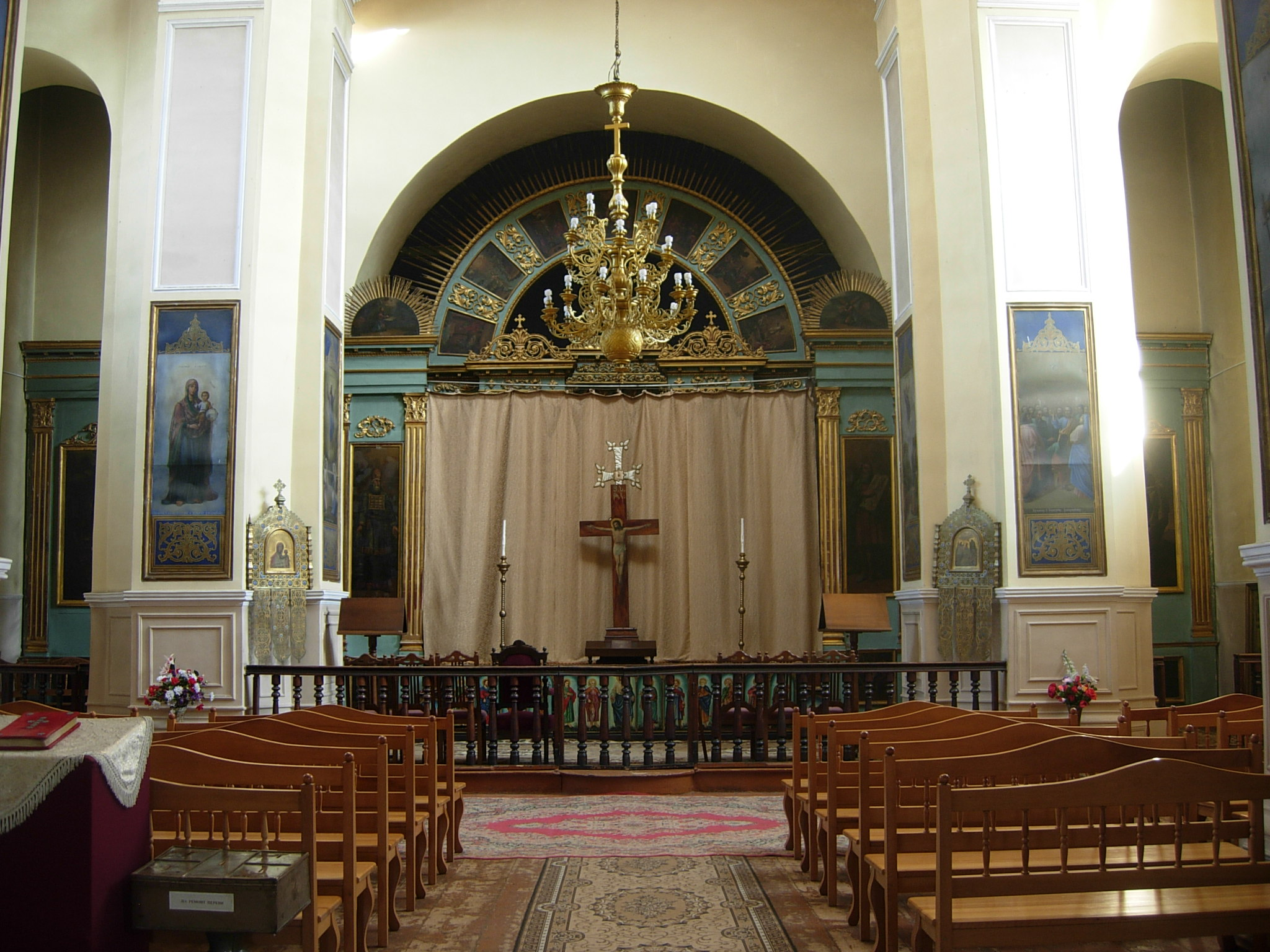
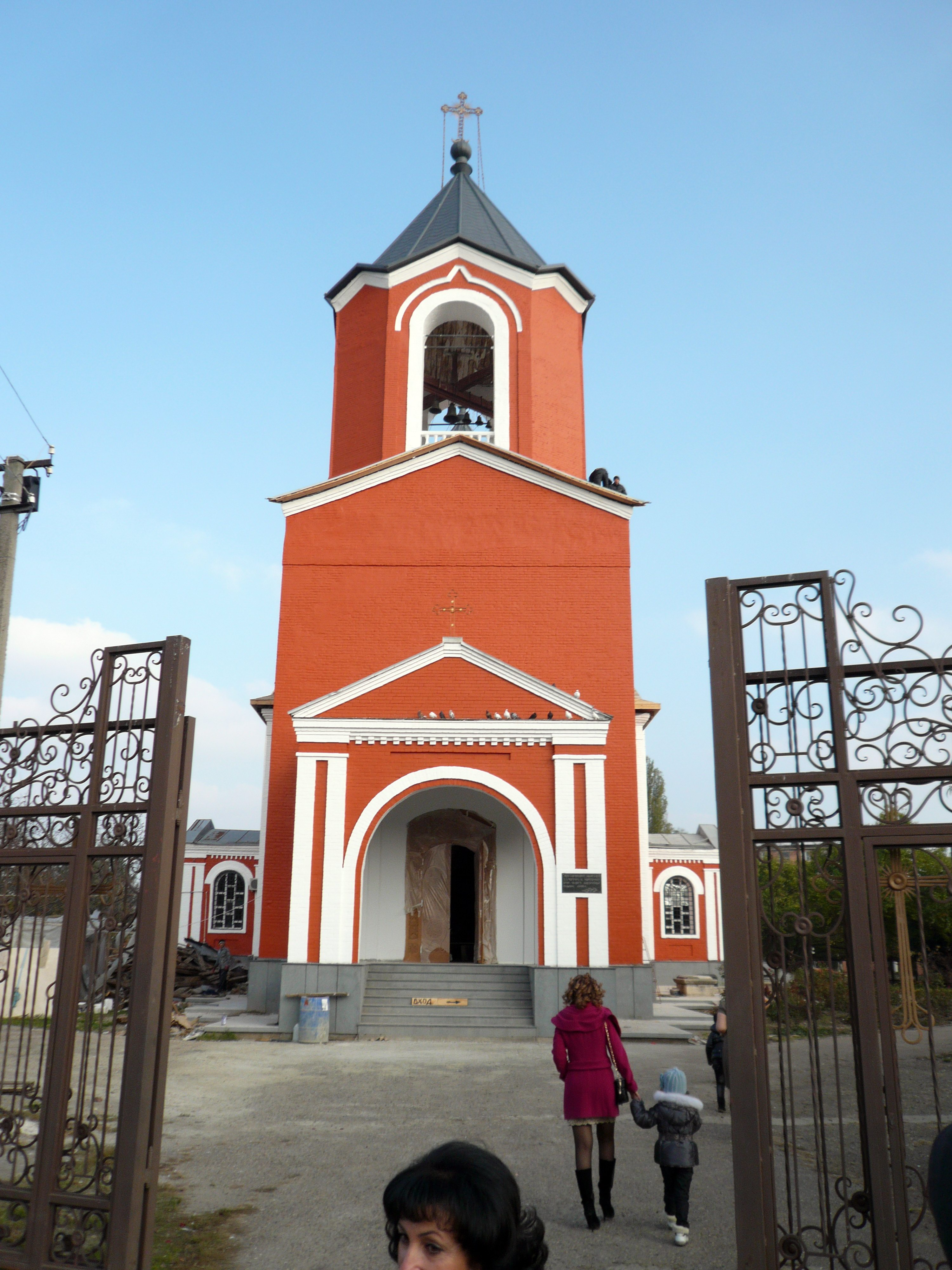
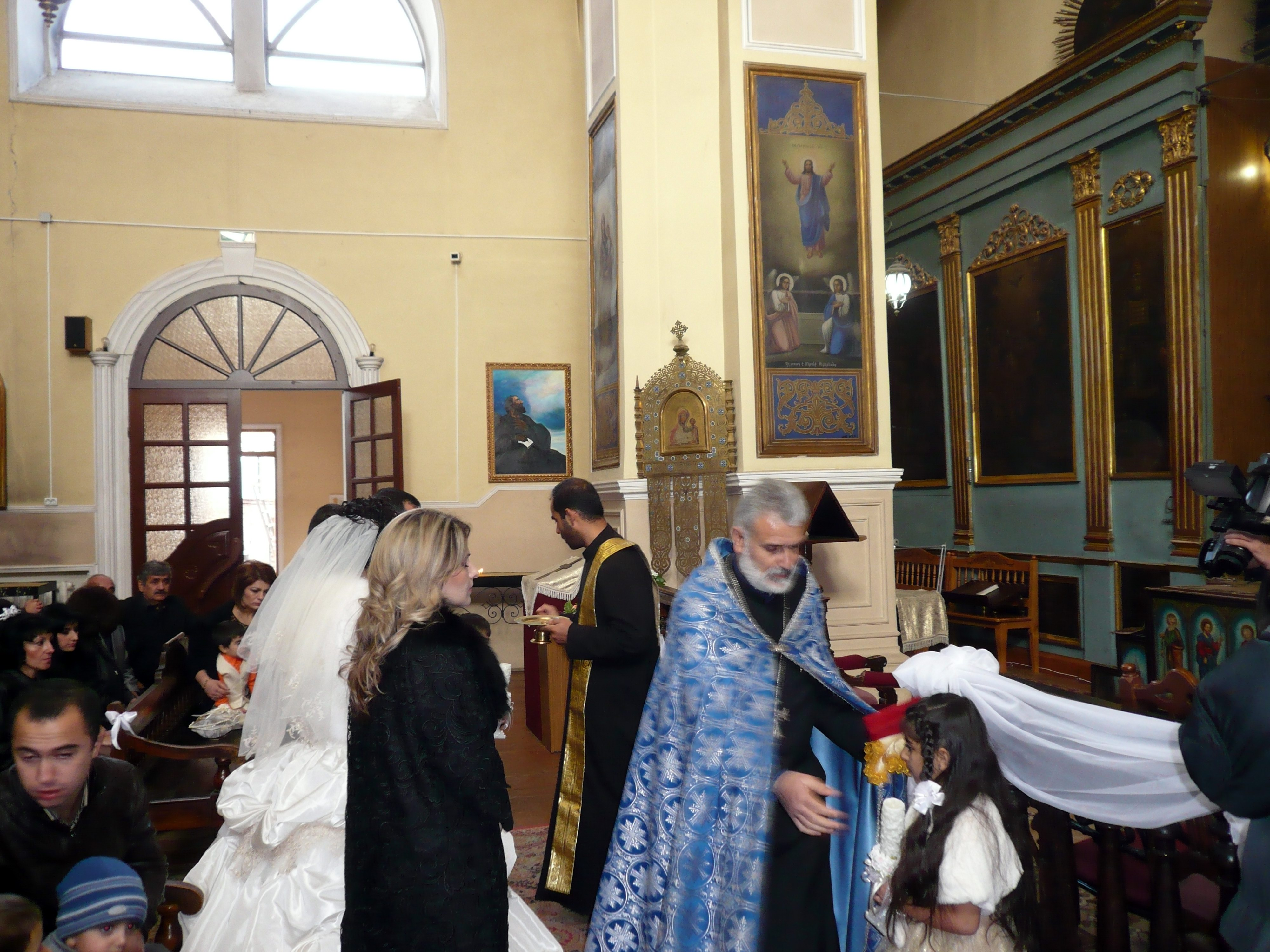
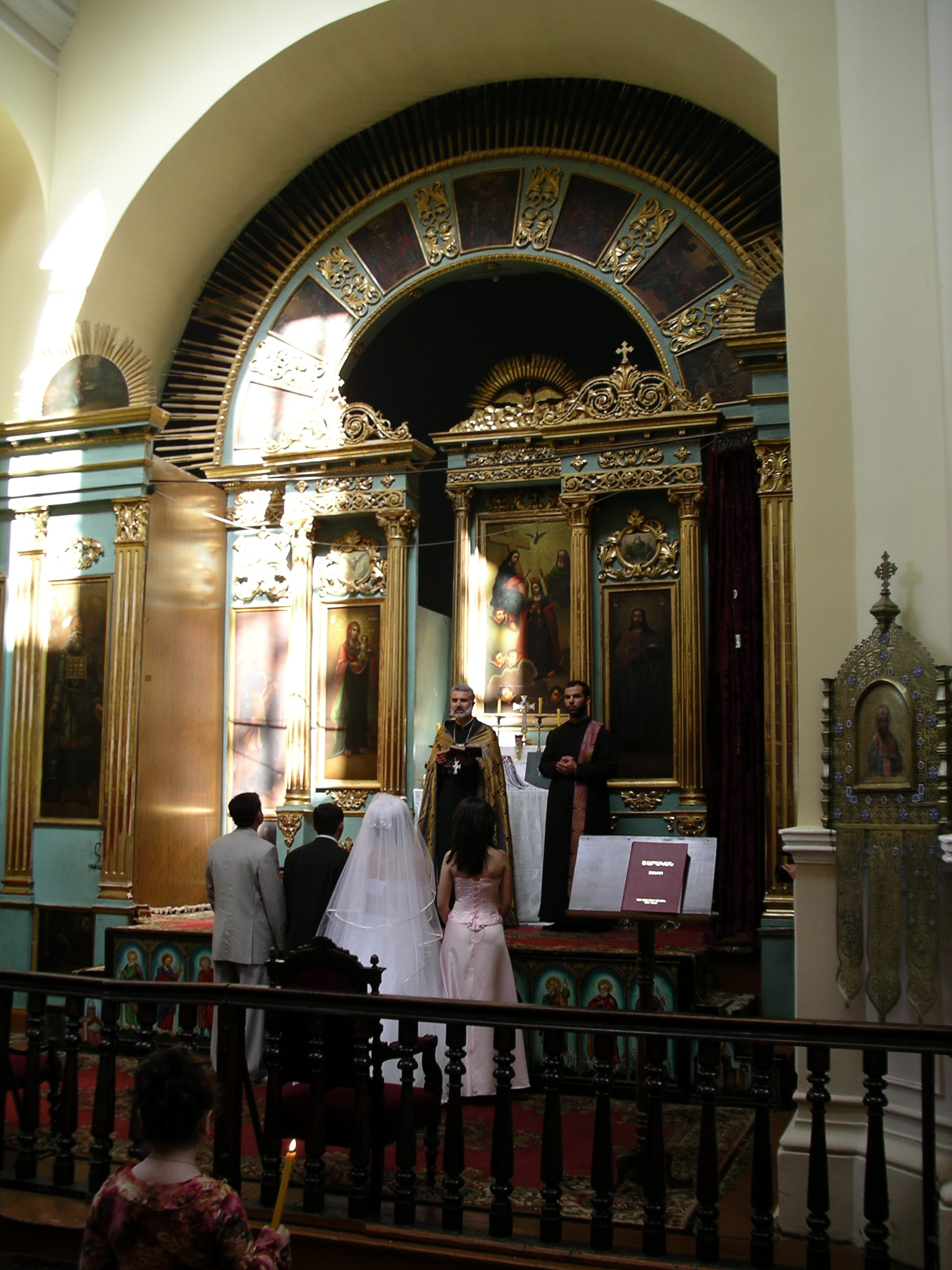